# Solanum nuricum
Solanum nuricum là loài thực vật có hoa trong họ Cà. Loài này được M. Nee miêu tả khoa học đầu tiên năm 1994.